# Nicolò Cazzolato
Nicolò Cazzolato (Asolo, 22 gennaio 1989) è un cestista italiano, che gioca come guardia o ala piccola.

## Carriera
Nicolò inizia a giocare a basket a Cornuda, per poi trasferirsi a Treviso nel 2004. Ha esordito in Serie A nella stagione 2008-2009 disputando 1 minuto nella gara contro Cantù.
Nel 2009-10 ha giocato in Serie A Dilettanti con Ruvo di Puglia (28 presenze).
Nel 2010-11 ha fatto ritorno in massima serie a Treviso; fino al 3 aprile 2011 ha disputato 5 incontri, per un totale di 24 minuti e 6 punti.
Nell'anno successivo passa in prestito alla Treviglio, dove giocherà per due stagioni nella Divisione Nazionale A.
Nella stagione 2013-14 rientra alla Treviso Basket, con cui arriva quarto nel girone B di Divisione Nazionale B. La stagione successiva gioca alla Contadi Castaldi Montichiari sempre in B, arrivando in finale playoff e perdendo contro la Fortitudo Bologna.
Per la stagione 2015-16 viene ingaggiato dalla Vanoli Cremona in Serie A.
Nella stagione 2022-23 vince la Fase Gold del campionato di Serie C Regionale del Veneto con il Montebelluna Basket, ottenendo la promozione in Serie B Nazionale e venendo premiato come MVP della Fase Gold.